# Christine Løvmand
Christine Marie Løvmand (født 19. marts 1803 i København, død 10. april 1872 sammesteds) var en dansk blomstermaler, søster til Albert og Frederikke Løvmand. Hun var en af de første danske kvindelige malere, som opnåede anerkendelse fra det kunstfaglige miljø.
Hun var datter af krigsråd, senere etatsråd, sekretær under Generalkvartermesterstaben Johannes Løvmand (1770-1826) og Sara Christine født Lützow (1778-1853), lærte blomstermaleriet af J.L. Camradt og var en tid elev af C.W. Eckersberg (1831-34). Undervisningen hos Eckersberg foregik på søndage, fordi kvinder ikke havde adgang til Kunstakademiet (det fik de først i 1888).
Kvinder måtte heller ikke male efter nøgenmodel, hvilket afskar dem fra historiemaleriet. Derfor blev blomstermaleriet det typiske valg af genre for datidens kvindelige kunstnere. I 1842 rejste hun til Tyskland med understøttelse af kong Christian VIII. 1847 var hun i Paris for egen regning. Christine Løvmand malede blomster- og frugtstykker, hvoraf Den Kongelige Malerisamling i årene 1827-44 købte 9 værker.
Malekursus
Da faderen døde i 1826, måtte Løvmand selv forsørge sig, hvilket også lykkedes. Hun oprettede derfor et tegne- og malekursus i sit hjem, og blandt hendes elever var skuespilleren Johanne Luise Heiberg, forfatteren Benedicte Arnesen Kall og den senere landskabsmaler Eleonora Tscherning, født Lützow. Løvmand var gennem sin mor familiært forbundet med familierne Lützow og Tscherning, der også fostrede to andre kvindelige malere, nemlig Anthonore Christensen og Sara Ulrik. Malekurset tog dog meget af hendes tid.
Udstillinger
Hun udstillede på Charlottenborg Forårsudstilling i et halvt århundrede: 1827-33, 1837-47 og 1849-72, i alt hele 42 gange med 122 værker. Posthumt har hendes værker været udstillet på Den nordiske Industri- og Konstudstilling i Kjøbenhavn 1872, Kvindernes Udstilling 1895 og Kvindelige Kunstneres retrospektive Udstilling 1920. Senere har værker af Løvmand været udstillet på Danske kvindelige kunstnere fra det 19. og 20. århundrede (Statens Museum for Kunst 1980), De ukendte guldaldermalere (Kunstforeningen, København 1982) og C.W. Eckersberg og hans elever (Statens Museum for Kunst 1983).
Hun forblev ugift og er begravet på Assistens Kirkegård.

## Værker (udvalg)
- En kurv med blomster og nogle vindruer på en piedestal (1827)
- En kurv med frugter i et landskab (1832, Statens Museum for Kunst)
- En buket blomster ved foden af et træ (1832, ditto)
- Blomsterstykke (1841, ditto)
- Frugter i et italiensk landskab (ca. 1844, købt 1844, ditto)
- Blomster på en sten (ditto)
- Tulipaner og aurikler (1858, ditto)
- En krans af efterårets sidste blomsterflor (ca. 1872)
- En samling af forskellige sorter frugter (Statens Museum for Kunst)
- Druer, nasturtier og kornblomster (udstillet 1895)

Andet:
- Tegning af Bolette Lützow, gift med generalmajor Adam Tobias Lützow (1843)[3]

| - Værker af Christine Løvmand - En hare og fuglevildt, 1830 - Frugtkurv i et landskab, 1832 - Frugter i et italiensk landskab, ca. 1844 - Blomster på en sten Mellem 1818 og 1872 - Fugle ved sommerblomster. Mellem 1821 og 1872 - Opstilling med frugter i landskab. Mellem 1821 og 1872 - Vilde blomster. Mellem 1821 og 1872 - Kurv med røde kirsebær, druer og ferskner. Mellem 1821 og 1872 - Nature morte med skrællet citron, løg, druer, fugle, bæger og en karaffel. Mellem 1821 og 1872 - Opstilling med frugt på et bord. Mellem 1821 og 1872 - Opstilling med jordbær og kodrivere i en græsk skål på en stenkarm. Mellem 1821 og 1872 - Kaktus og passionsblomster. Ukendt dato - Opstilling på broget marmorkarm med hvide og lyserøde roser samt forglemmigej i klar glasvase. Uklar datering |